# Parafia Chrystusa Zbawiciela we Frankfurcie nad Odrą
Parafia Chrystusa Zbawiciela – parafia prawosławna we Frankfurcie nad Odrą, z siedzibą w Brieskow-Finkenheerd. Wchodzi w skład eparchii berlińskiej i niemieckiej Rosyjskiego Kościoła Prawosławnego.
Proboszczem parafii jest ks. protojerej Georg Langosch.